# Laurențiu Iorga
Laurențiu Iorga (n. 17 martie 1988, Babadag, România) este un fotbalist român, care joacă pe post de mijlocaș la Viitorul Ianca⁠(d) în Liga a III-a. Pe plan internațional, are prezențe la națională pentru România Sub-21.

## Titluri
Oțelul Galați
- Liga I (1): 2010-2011[3]